# スクロースシンターゼ

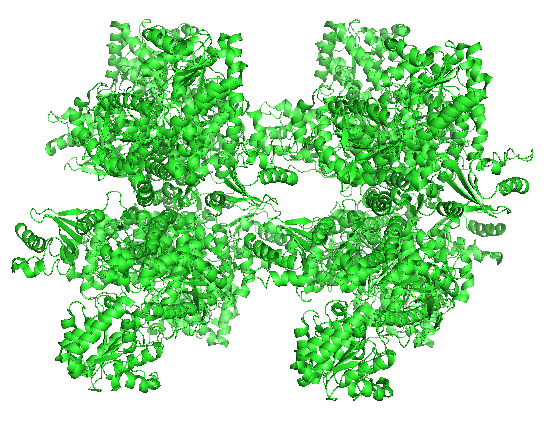
シロイヌナズナから単離したスクロースシンターゼの構造のリボンダイヤグラム

スクロースシンターゼ(Sucrose synthase、EC 2.4.1.13)は、以下の化学反応を触媒する酵素である。
NDP-グルコース + D-フルクトース{\displaystyle \rightleftharpoons }NDP + スクロース
従って、この酵素の2つの基質はNDP-グルコースとD-フルクトース、2つの生成物はヌクレオチドとスクロースである。
この酵素は、グリコシルトランスフェラーゼ、特にヘキソシルトランスフェラーゼに分類される。系統名は、NDP-グルコース:D-フルクトース 2-α-D-グルコシルトランスフェラーゼである。その他よく用いられる名前に、UDPglucose-fructose glucosyltransferase、sucrose synthetase、sucrose-UDP glucosyltransferase、sucrose-uridine diphosphate glucosyltransferase、uridine diphosphoglucose-fructose glucosyltransferase等がある。この酵素は、デンプンやスクロースの代謝に関与している。